# Braškov
Braškov település Csehországban, a Kladnói járásban. Braškov Unhošť, Velká Dobrá, Horní Bezděkov, Družec, Pletený Újezd és Kyšice településekkel határos. Lakosainak száma 1119 fő (2024. január 1.).

## Népesség
A település lakosságának változását az alábbi diagram mutatja:
| Lakosok száma | 472  | 631  | 723  | 926  | 813  | 1016 | 1034 | 1071 | 1118 | 1119 |
|               | 1869 | 1900 | 1921 | 1961 | 1980 | 2011 | 2016 | 2019 | 2021 | 2024 |